# La Revanche des berceaux

Atual bandeira do Quebec, explicita a origem francesa com a presença da Fleur-de-lis

La Revanche du berceau ("a vingança do berço") é um termo para a ameaça demográfica expressa através de altas taxas de natalidade entre uma minoria, especificamente associada com canadenses franceses.
A expressão originou-se no Quebec antes da Primeira Guerra Mundial, de acordo com John Robert Colombo.
Ele sugeriu que, embora os anglo-canadenses tenham dominado o Canadá no século 19, a maior taxa de nascimento no Quebec levava a crer que os franco-Canadenses iriam resistir a imigração e discriminação britânica.
A implicação era de que não seria possível discriminar falantes franceses se eles continuarem a serem importantes em número e competirem com a língua inglesa. Os canadenses anglófonos, podiam migrar para o Quebec, enquanto que a imigração dos falantes de francês foi proibida. A frase, literalmente sugere, no entanto, que os quebequenses falantes de francês poderiam de alguma forma se vingar ou inverter a Conquista da Nova França pela Grã-Bretanha, em 1759.
Entretanto, desde a Revolução Tranquila na década de 1960, o Quebec tem demonstrado uma baixa taxa de natalidade pouco usual, causando ansiedade sobre o futuro da cultura e do povo de Quebec.